# علم التربية التواصلي
علم التربية التواصلي (بالإنجليزية: Conductive pedagogy) هو علم التربية المفيد بشكل خاص للتلاميذ ذوي الاحتياجات الخاصة مثل أولئك التلاميذ المصابين بالشلل المخي. المبادئ الرئيسية هي كالآتي:
- قبول الأشخاص على ما هم عليه والاعتراف بصفاتهم واحترام شخصياتهم واستخدام قدرات وقوة عقولهم الخاصة.[1]
- البشر يرثون ملكات (استعدادات) ويمكن أن تتأثر هذه الملكات بالبيئة والتنشئة.[1]
- فقط الأشخاص الذين يؤمنون بقوة أن الناس «قابلون للتعلم» يمكن أن يصبحوا حلقات تواصل.[1]
- إن المساعي الكامنة لدى الفرد للقيام بشيء ما تمثل قيمة تربوية.[1]
- على المرء أن يكون متسامحًا.[1]
- الحياة الكاملة تتطلب المشاركة، فالتمييز لا يفيد.[1]
- الأنشطة المحورية، فقط في عملية الأنشطة الهادفة سوف تنظم الجهاز العصبي. خلق التنسيق الناجح يتطلب عملاً هادفًا.[1]
- يمكن اعتبار مجتمع الأطفال الذي تسود فيه أجواء إيجابية أنه يتمتع بأهداف تربوية.[1]
- إعداد الأطفال لحل الصراعات وإيجاد التسوية الصحيحة هو أداة تكوينية في عملية التنشئة. لا تحاول تجنبه.[1]
- لتحقيق تكامل ناجح يحتاج التلاميذ إلى أن يكونوا قادرين على التحرك البدني المستقل والتواصل والتعبير عن احتياجاتهم والقدرات العقلية التي تناسب المراحل التي يكونون فيها والمهارات الاجتماعية للعمل في مجموعة أو فئة.[1]
- يُعتبر الأطفال فاعلين ومتأثرين ومشاركين في عملية التنشئة.[1]
- التنسيق بين المهنيين العاملين بمختلف المجالات مثل الحواس والوعي والكلام والحركة والتواصل لإنشاء بنية متحدة.[1]

هناك أناس متقدو الذكاء ولكنهم يعانون من إعاقة مثل هوميروس الكفيف الذي كتب الإلياذة والأوديسة وبيتهوفين الأصم الذي يُعتبر واحدًا من أشهر الموسيقيين وأكثرهم تأثيرًا وتولوز لوتريك المعاق جسديًا الذي يُعتبر الرسام الأكثر شهرة خلال فترة ما بعد الانطباعيين. في مزاد أقيم عام 2005 تم بيع إحدى لوحاته مقابل 22.4 million USD